# Ararat Cement
ANTEA Cement Sh.a (orm. Արարատցեմենտ) – armeńskie przedsiębiorstwo przemysłowe specjalizujące się w produkcji cementu.
Zakłady cementowe w pobliżu miasta Ararat powstały w 1989 roku, kiedy zrestrukturyzowano dawną radziecką cementownię i wybudowano nową linię technologiczną o wydajności 1,2 mln ton rocznie. W 1995 roku fabrykę przemianowano na Zakłady Cementowe Ararat, a w 1998 na Ararat Cement, równocześnie przekształcając ją w spółkę akcyjną. 
W 2002 roku spółka została sprywatyzowana, jej właścicielem zostało przedsiębiorstwo Multi Group, należące do Gagika Carukiana, lidera partii Kwitnąca Armenia. 
Ararat Cement jest jedną z dwóch fabryk cementu w Armenii. Aby chronić ich interesy, państwo to nałożyło cło na cement importowany z innych krajów, głównie z Iranu. Cło w wysokości 14 tys. dramów od tony cementu zostało wprowadzone w czerwcu 2019 roku. Początkowo miało obowiązywać przez rok, potem wydłużono ten okres do końca 2020. 